# Università di Otago
L'Università di Otago (in inglese University of Otago; in maori Te Whare Wānanga o Ōtākou) è un'università pubblica neozelandese di Dunedin, capoluogo della regione di Otago.
Si tratta del più antico ateneo del Paese e al 2011 vantava 21000 immatricolati.
L'università è nota per la vita studentesca, in particolare per l'alloggio, che spesso avviene in case vecchie e di qualità scadente. Il soprannome "Scarfie" deriva dalla loro abitudine di portare una sciarpa (scarf) durante i freddi mesi invernali dell'Isola del Sud.
Fa parte dell'Associazione delle università del Commonwealth.
L'università ha il più alto livello medio del paese per la qualità della ricerca scientifica ed è seconda solo alla Università di Auckland per il numero di ricercatori di alto livello. Nel 2006 era al primo posto della valutazione del New Zealand Performance Based Research Fund per la qualità della ricerca.

## Storia
Fondata nel 1869 da un comitato che comprendeva Thomas Burns, diventò operativa in luglio 1871. Dal 1874 al 1961 l'università faceva parte della University of New Zealand, ed attribuiva i titoli accademici a suo nome.
Il suo motto è sapere aude, latino per «Osa essere sapiente», che fu adottato anche dalla University of New Zealand fino alla sua dissoluzione nel 1961.
L'associazione degli studenti (Otago University Students' Association) adottò il motto Audeamus («Osiamo»).

## Organizzazione
L'università è suddivisa in quattro settori:
- Division of Humanities   (discipline umanistiche)
- Division of Health Sciences   (sanità pubblica e medicina)
- Division of Sciences   (scienze naturali)
- School of Business   (economia)